# Maarten Weyn
Maarten Weyn is gewoon hoogleraar en vicerector Onderzoek en Impact aan de Universiteit Antwerpen. Als industrieel ingenieur elektronica en ICT doceert hij draadloze communicatie en Internet of Things systemen. Hij is verbonden aan de IDLab onderzoeksgroep van IMEC. Zijn onderzoek richt zich op ultra-low power sensorcommunicatie, embedded systems, sub-1 GHz-communicatie, sensorverwerking, lokalisatie en satellietnavigatie. Maarten was medeoprichter van de spin-offs Aloxy, Atsharp, Crowdscan en IoSA, droeg bij aan 1OK en Viloc en was een creator in het VRT CANVAS-programma Team Scheire. 
Weyn promoveerde in 2011 aan de UAntwerpen tot Doctor in de Wetenschappen-Informatica op het onderwerp van Opportunistische Naadloze Lokalisatie.
Op 1 oktober 2023 werd hij vice-decaan onderzoek aan de Faculteit Toegepaste Ingenieurswetenschappen en sinds 1 september 2024 is hij vicerector Onderzoek en Impact van de Universiteit Antwerpen. Samen met rector Herwig Leirs, en vicerectoren Nathalie Dens, Chris Van Ginneken en Steven Van Passel maakt hij deel uit van de academische beleidsploeg van de universiteit.
Bij het grote publiek is Weyn bekend van zijn medewerking aan het wetenschapsprogramma Team Scheire van Canvas. Hij werkte zowel mee aan het eerste als tweede seizoen. Hij was ook een van de makers in de De warmste makerspace, welke werd georganiseerd als een van de initiatieven voor de De Warmste Week 2019. Maarten lanceerde in 2021 zijn eigen bier, genaamd Weyn. Hij schreef ook een boek 'Bier?!' onder het Nerdland label in 2024. 
Het onderzoek van zijn onderzoeksgroep IDLab richt zich op low-power lokalisatie en communicatie. Variërend van het embedded hardware-ontwerp en implementatie over de draadloze koppeling tot de sensorfusie op de backend. Technologieën die gebruikt worden zijn LPWAN (LoraWAN, Sigfox, NB-IoT), DASH7, 5G, 6G, BLE, UWB, en Low Earth Orbit satellietsystemen. Aan de kant van de embedded implementatie richten we ons op low power sensor acquisitie, verwerking en communicatie, energie oogsten en energiebewuste systemen. Daarbij zet Maarten zich in om zaken zoals, elektronica, Internet of Things, lokalisatie en draadloze communicatie uit te leggen aan het grote publiek.
Daarnaast is Weyn bekend van zijn mensenmassa-meter die gekalibreerd werd op het wetenschapsfestival Sound of Science in 2019. Deze mensmassa-meter is ontwikkeld door de onderzoeksgroep IDLab.
Verder doet hij ook aan wetenschapscommunicatie buiten de academische wereld, door bijvoorbeeld te spreken op TEDx-conferenties of het hosten van een podcast over makers.
In 1999 stichtte hij samen met een aantal anderen de Vlaamse Scholierenkoepel. Daarna zat hij 2 jaar in de raad van bestuur van OBESSU.